# Les Arcs-sur-Argens
Les Arcs-sur-Argens é uma comuna francesa na região administrativa da Provença-Alpes-Costa Azul, no departamento de Var. Estende-se por uma área de 54.26 km². Em 2010 a comuna tinha 7 205 habitantes (densidade: 132,8 hab./km²).